# Mammillaria evermanniana
Mammillaria evermanniana är en kaktusväxtart som först beskrevs av Nathaniel Lord Britton och Joseph Nelson Rose, och fick sitt nu gällande namn av Charles Russell Orcutt. Mammillaria evermanniana ingår i släktet Mammillaria och familjen kaktusväxter. Inga underarter finns listade i Catalogue of Life.